# Campionato italiano di pallone col bracciale
In Italia dal 1936 si sono organizzati, in 3 periodi differenti, regolari Campionati Italiani di Serie A del gioco pallone col bracciale.

## 1° periodo: dal 1936 al 1942
Nel 1936 l'O.N.D. - Opera Nazionale Dopolavoro organizza il 1º Campionato Italiano del Pallone col Bracciale.
I vincitori degli scudetti tricolori sono stati:
- 1936: Dopolavoro di Bologna (1º scudetto)
- 1937: Dopolavoro di Livorno (1º scudetto)
- 1938: Dopolavoro di Bologna (2°)
- 1939: Dopolavoro di Bologna (3°)
- 1942: Dopolavoro di Livorno (2°)

## 2° periodo: dal 1945 al 1963
Nel 1945 l'E.N.A.L. - Ente Nazionale Assistenza Lavoratori riorganizza il Campionato Italiano del Pallone col Bracciale.
I vincitori degli scudetti tricolori sono stati:
- 1945: Orlando Rondini (1º scudetto - Campionato Individuale)
- 1946: Bologna (1º scudetto)
- 1947: Pesaro (1º scudetto)
- 1948: Pesaro (2°)
- 1949: Faenza (1º scudetto)
- 1950: Mondolfo (1º scudetto)
- 1951: Rimini (1º scudetto)
- 1952: Mondolfo (2°)
- 1953: Mondolfo (3°)
- 1954: Cesena (1º scudetto)
- 1955: Treia (1º scudetto[3])
- 1956: Treia (2° - Campionato a Girone all'Italiana))
- 1957: Treia (3° - Campionato a Girone all'Italiana)
- 1958: Faenza (2°)
- 1959: Macerata (1º scudetto - Campionato a Girone all'Italiana)
- 1960: Treia (4º scudetto - Campionato a Girone all'Italiana)
- 1961: Mondolfo (4°)
- 1962: Mondolfo (5°)
- 1963: Mondolfo (6°)

## 3° periodo: dal 1992 a oggi
Nel 1992 il Comitato Nazionale del Gioco del Pallone col Bracciale riorganizza il nuovo Campionato Italiano di Pallone col Bracciale, la cui ultima edizione fu disputata nel 1963, con il patrocinio della Federazione Italiana Palla Tamburello e, poi, con quello della Federazione Italiana Pallone Elastico.
I vincitori degli scudetti tricolori sono stati:
- 1992: Santarcangelo di Romagna (1º scudetto)
- 1993: Treia (1º scudetto[3])
- 1994: Mondolfo (1º scudetto)
- 1995: Treia (2°)
- 1996: A.S.D. - Associazione Sportiva Dilettantistica "Oreste Macrelli" di Faenza (1º scudetto)
- 1997: Treia (3°)
- 1998: A.S.D. - Associazione Sportiva Dilettantistica "Compagnia del Pallone Grosso della Misericordia" di Monte San Savino (1º scudetto)
- 1999: Mondolfo (2°)
- 2000: A.S.D. "Compagnia del Pallone Grosso della Misericordia" di Monte San Savino (2°)
- 2001: Rappresentativa Piemonte (1º scudetto - Campionato a Triangolare Regionale)
- 2002: A.S.D. "Oreste Macrelli" di Faenza (2°)
- 2003: Treia (4°)
- 2004: Rappresentativa Marche (1º scudetto - Campionato a Triangolare Regionale)
- 2005: A.S.D. "Oreste Macrelli" di Faenza (3°)
- 2006: Vignale (1º scudetto)
- 2007: Vignale (2°)
- 2008: Vignale (3°)
- 2009: Vignale (4°)
- 2010: Vignale (5°)
- 2011: Vignale (6°)
- 2012: A.S.D. - Associazione Sportiva Dilettantistica "Comitato Contrade di Chiusi" di Chiusi (1º scudetto)
- 2013: Treia (4°)
- 2014: A.S.D. - Associazione Sportiva Dilettantistica "Carlo Didimi" di Treia (5°)
- 2015: A.S.D. "Carlo Didimi" di Treia (6°)
- 2016: Treia (7°)
- 2017: Chiusi (2°)
- 2018: Treia (8)°
- 2019: Macerata
- 2022: Treia (9°)